# Point Lisas
Point Lisas es una localidad de Trinidad y Tobago, que forma parte de la región de Couva-Tabaquite-Talparo.

## Geografía
La localidad abarca parte de la isla Trinidad y limita al norte con St. Andrew's Village y Couva Central, al sur con Friendship, al este con Brechin Castle, California y Dow Village y al oeste con el golfo de Paria.

## Organización territorial
Entidades de población que forman parte de la localidad:
- Point Lisas Industrial Estate (Point Lisas (Plipdeco Housing))
- Point Lisas (N. H. A.)

## Demografía
Datos demográficos de la localidad de Point Lisas:
| Gráfica de evolución demográfica de Point Lisas entre 2000 y 2011 |
|                                                                   |